# Siphocampylus hypsophilus
Siphocampylus hypsophilus är en klockväxtart som beskrevs av Franz Elfried Wimmer. Siphocampylus hypsophilus ingår i släktet Siphocampylus och familjen klockväxter.
Artens utbredningsområde är Colombia. Inga underarter finns listade i Catalogue of Life.